# 57 TCN
Năm 57 TCN là một năm trong lịch Julius. 